# Red Stockings de Cincinnati (1876-1880)
Les Red Stockings de Cincinnati (en anglais : Cincinnati Red Stockings, ou Cincinnati Reds, à ne pas confondre avec la franchise MLB actuelle du même nom, les Reds de Cincinnati) sont un club de baseball fondé en 1876 à Cincinnati et qui met fin à ses activités en 1880. La franchise qui reprend le même nom que les fameux pionniers du baseball professionnel, les Red Stockings de Cincinnati, évolue en Ligue nationale entre ces deux dates. L'équipe fut exclue de la ligue pour avoir violé certaines de ces règles, comme la vente d'alcool dans le stade, notamment.
La franchise signe ses meilleurs résultats sportifs lors de la saison 1878 en terminant deuxième du classement avec 37 victoires pour 23 défaites.